# Зардаби, Гасан-бек
Гасан-бе́к Зардаби́ (азерб.  حسن بك زردابی, Həsən bəy Zərdabi; наст. фамилия — Ме́ликов; 28 июня 1837 или 1842, Зердаб— 28 ноября 1907, Баку) — азербайджанский общественный деятель, просветитель и публицист. Основатель первой газеты на азербайджанском языке «Экинчи». Депутат Бакинской городской думы.

## Биография
Гасан-бек Меликов родился 12 ноября 1837 года в селении Зердаб Геогчайского уезда. Его отец Салим-бек был прапорщиком. По вероисповеданию Гасан-бек Зардаби являлся мусульманином-суннитом.

### Образование
Первоначальное образование получил в медресе, где изучал персидский и арабский языки. В 1852 году отец отвёз его в Шемаху и пристроил в незадолго до этого открытое Шемахинское городское училище. По её окончании по ходатайству попечителя Кавказского учебного округа Зардаби отправили в Тифлис, где в 1859 году после вступительного экзамена его приняли в пятый класс 1-й Тифлисской гимназии на казённый счёт. Здесь Зардаби проявил себя как старательный ученик. Находясь в шестом классе, в свидетельстве об успехах и поведении за 1859 год о нём написано: «Из числа учеников, находящихся в классе, занимает по успехам первое место». Будучи направленным в 1861 году на казённый счёт в Московский университет, Зардаби без экзамена приняли на отделение естествознания физико-математического факультета, который он окончил в 1865 году. В аттесте говорилось:

По Указу его императорского величества от Совета императорского Московского Университета сыну прапорщика, Гасанбеку Меликову в том, что он, окончив полный курс учения в Тифлисской гимназии, в Августе месяце 1861 года, принят был, без экзамена, в число Студентов сего Университета, где при отличном поведении окончил курс по Отделу Естественных наук Физико-Математического Факультета, на содержании Закавказского Края, и, за оказанные им отличные успехи, определением Университетского Совета, 10-го сего Июня состоявшимся, утверждён в степени кандидата
Как свидетельствовала Ханифа-ханум Меликова: «…будучи студентом Гасан-бек стремился вращаться среди передовой интеллигенции. В семье …поэта петрашевца Плещеева, где общество писателей, собравшись в кружок, знакомилось с французскими социалистами, Гасна-бек был принят как свой».

### На государственной службе
По окончании учёбы вернулся на Кавказ. Сперва его приняли на должность судебного члена 8-й межевой комиссии в Тифлисскую межевую палату, которая занималась решениями спорных земельных вопросов. Здесь он вступил в противостояние с царскими чиновниками, местными беками и ханами по поводу прав крестьян. Зардаби часто выезжал в селения, особенного Борчалинского участка, где он основательно знакомился с положением крестьян. Беками на него составлялись жалобы. Начальство проявляло к нему недовольство. Это вынудило его оставить государственную службу. Как писала Халифа-ханум Меликова «Гасан-бек и сам видел, что так служить невозможно, и бросил службу — „не выйдет из меня чиновник“, — говорил он».
Какое-то время Зардаби состоял в Бакинской губернской канцелярии, после чего устроился на работу секретарём Кубинского мирового суда. Однако и здесь он вступил в конфликт со служилыми людьми и беками и нажил себе много врагов. В марте 1868 года на него было совершено покушение, когда «…ночью во время работы Гасан-бека у себя в кабинете в окно неизвестным злоумышленником был сделан выстрел» и пуля, пролетев выше его головы, попала в стену. Кроме того, во время своего пребывания в Кубе на него поступили также жалобы.

### Деятельность в Баку
Вскоре ему пришлось уйти со службы в Кубе и переехать в Баку, где он поступил на работу в качестве преподавателя естествознания в Бакинскую реальную гимназию. Один из его учеников, впоследствии Герой Социалистического Труда академик М. А. Павлов вспоминал:
Учителем естественной истории был азербайджанец Гасан-бек, который в низших классах преподавал арифметику, естественная история проходилась в шестом классе. Гасан-бек объявил нам, что так как хорошего учебника по его предмету нет, то он будет диктовать свои уроки. Таким образом он приходил к нам, диктовал и затем, вызывая, требовал знания этих записей. Что же он диктовал? Только несколько лет спустя я понял, что диктовал он нам теорию происхождения видов Дарвина....
В 1872 году он основал благотворительное общество «Джемийете-хейрие», цель которого заключалась в оказании материальной помощи бедным учащимся и в распространении просвещения среди азербайджанского населения. В дальнейшем вместе со своими учениками, в первую очередь с Наджаф-беком Везировым, им в 1873 году была организована постановка пьесы «Гаджи Кара», написанной драматургом Мирзой Фатали Ахундовым, что стало одной из первых постановок, заложивших развитие азербайджанского театра.

### Первая азербайджанская газета

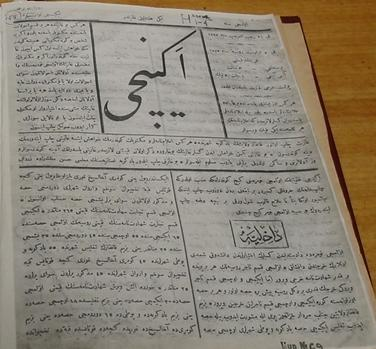
Первая страница газеты «Экинчи» 1875 года выпуска

Гасан-бек Зардаби вошёл в историю Азербайджана как редактор первой азербайджанской газеты. Стремительный рост и развитие Баку показали необходимость создания национальной прессы. Понимая необходимость издания газеты на родном для азербайджанцев языке, Зардаби обращается к властям с просьбой о помощи. Необходимое оборудование Зардаби привёз из Стамбула и через некоторое время, преодолев все трудности, 22 июля 1875 в губернской типографии в Баку была напечатана «Экинчи» (азерб. əkinçi — сеятель) — первая газета на азербайджанском языке. Газета издавалась два раза в месяц тиражом 300—400 экземпляров. В газете печатались письма Наджаф-бека Везирова и Аскер-ага Адыгезалова (Горани) из Москвы, Мухаммедтаги Ширвани из Шемахи, стихи Сеида Азима Ширвани и статьи Мирзы Фатали Ахундова.
После выхода в свет «Экинчи», Зардаби писали из Омска, Оренбурга, Тюмени, Чистополя, Пензы, Тамбова, Рязани. Исмаил-бек Гаспринский обратился к нему с просьбой благословить издание газеты «Терджуман», которая впоследствии сыграла важную просветительскую роль в жизни мусульман России. Сначала у «Экинчи» было всего 100 подписчиков, что при стоимости подписки в 3 рубля давало 300 рублей. Губернатор приказал сельской администрации обязать сельских участковых подписаться на газету. Так появилось ещё 300 подписчиков, что принесло ещё 900 рублей. Дополнительно ещё около 500 экземпляров раздавалось и рассылалось бесплатно, для того, чтобы люди привыкли читать газеты.

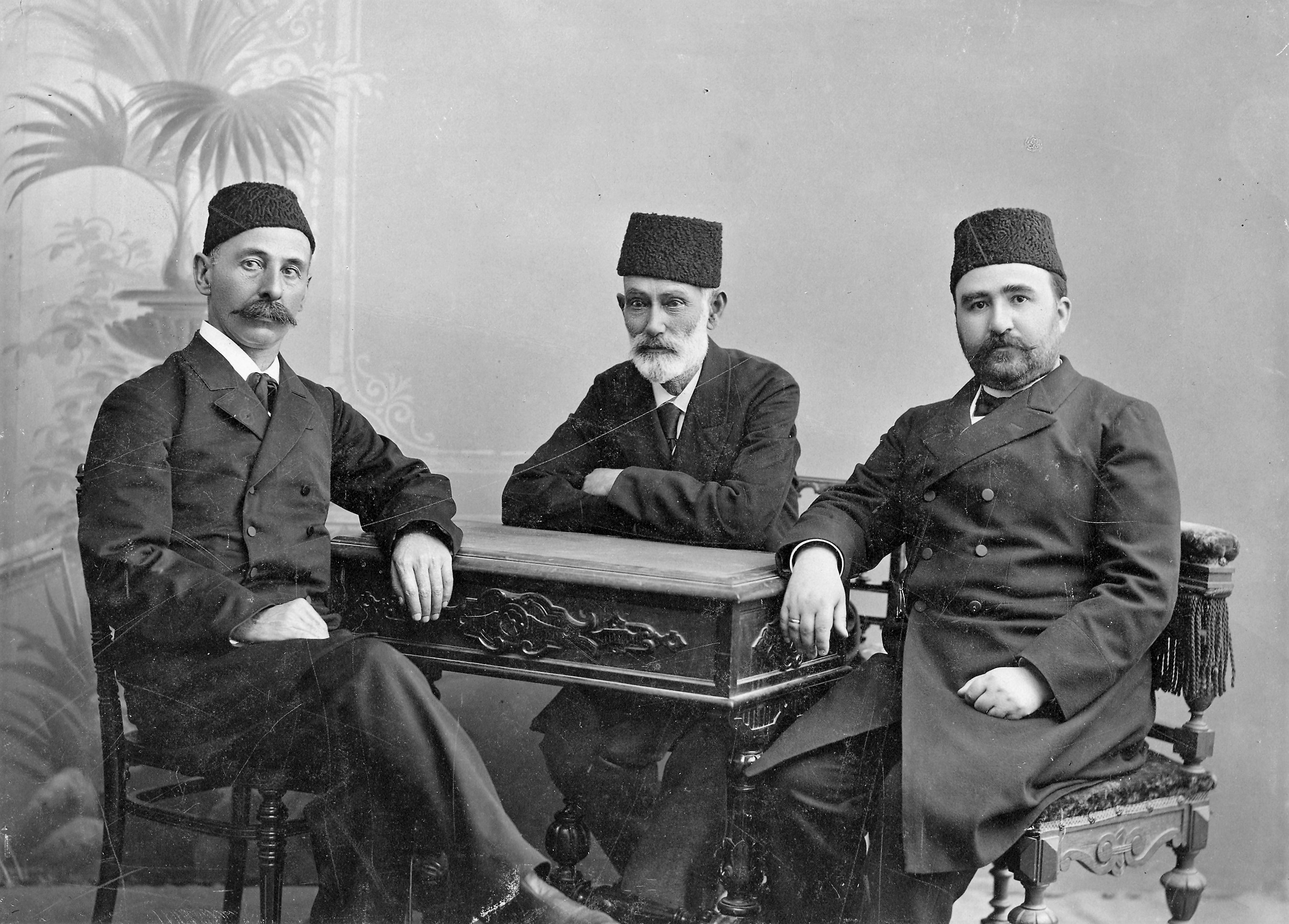
Исмаил Гаспринский, Гасан-бек Зардаби и Алимардан-бек Топчибашев. Баку, 1894 год

Когда Гасан-бек подсчитал свои доходы и расходы, то пришёл к выводу, что может выпускать газету не более, чем один раз в две недели. Тем не менее, к концу первого полугодия выпуска убыток Гасан-бека составил 500 рублей. На 1 января 1876 года число подписчиков уже составляло 600. После праздника Новруз газета стала выходить в большем объёме, а осенью этого же года — один раз в неделю. К концу года убыток Гасан-бека составил уже 1000 рублей. И это несмотря на то, что ученики Гасан-бека помогали газете бесплатно (писали статьи, относили газету на почту, рассылали подписчикам). На третий год количество подписчиков стало стремительно падать. Новый губернатор Позен не был благосклонен к газете и к самому Зардаби. Количество сельских подписчиков резко сократилось. Отрицательно сказалась и атмосфера русско-турецкой войны. Газета стала откровенно сообщать о падении количества подписчиков, и 29 сентября 1877 года газету пришлось закрыть. В свет вышло всего 56 номеров «Экинчи». Мусульманам газета оказалась не востребована.
Начиная с 1880 года Зардаби начал жить в своём родном селе Зардаб, где продолжал свою просветительскую деятельность среди местного населения. Он всё ещё участвовал в развитии прессы в Азербайджане, был одним из самых активных участников первого съезда азербайджанских учителей.

### Бакинская городская дума
Зардаби выступал почти на всех заседаниях Бакинской городской думы и почти всегда выражал своё недовольство. Он протестовал против того, чтобы гласными выбирали тех, кто практически не участвует в заседаниях Думы (Гасан-бек не пропустил ни одного заседания). Гасан-бек не понимает, как можно раздавать повестку дня непосредственно перед заседанием, а не несколькими днями раньше, чтобы можно было серьёзно подготовиться к заседаниям. Его возмущает то, что прибавляют жалованье работникам управы и городскому голове, и в то же время, сокращают количество бесплатно обучающихся гимназисток. Он не мог примириться с грязью в городе. Зардаби разъяснял, что нужны врачи для лечения бедняков. Их труд должен оплачиваться из городского бюджета. И эти врачи должны обязательно знать иностранные языки. Особенно яростно он сопротивлялся, когда речь шла о расточительстве общественных средств, и просто о воровстве.

### Личная жизнь
Супругой Гасан-бека являлась балкарка Ханифа-ханум Меликова, просветитель, преподаватель, директор Бакинской мусульманской женской школы.

### Кончина

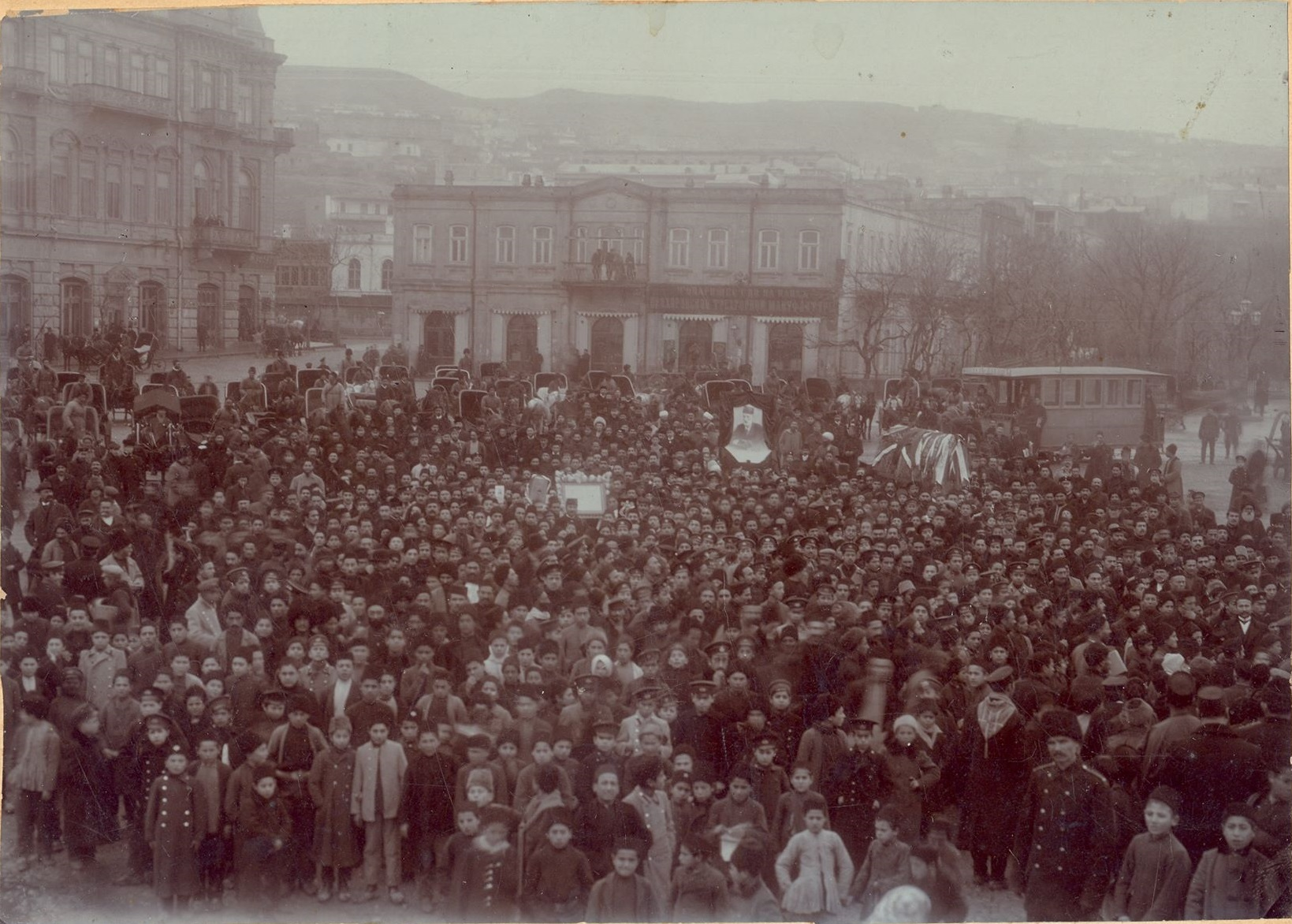
Похороны Гасан-бека Зардаби. Баку, 30 ноября 1907 года

В молодости Зардаби никогда не жаловался на своё здоровье. Совершавшиеся на него покушения не смогли испугать его. В старости Гасан-бек Зардаби болел склерозом. Весной 1906 года с ним случился апоплексический удар. 28 ноября 1907 Гасан-бек Зардаби умер. Гасан-бека Зардаби хоронил весь город, а письма и телеграммы соболезнования шли со всех концов России. Во всех 4-х молитвенных домах петербургских мусульман при большом стечении молящихся были совершены заупокойные молитвы.
Дом перед зданием на Почтовой улице г. Баку и близлежащие улицы и переулки были заполнены толпами людей. На улице выстроились ученики-мусульмане всех девяти русско-татарских школ, ученики мужской гимназии императора Александра III, других школ и училищ вместе со своими наставниками. Собрались представители городского управления, члены мусульманских обществ, представители газет. В 10 часов утра к дому подошли Бакинский городской голова Раевский со всем составом городской управы, гласные Думы, представители грузинского и армянского духовенства и интеллигенции, сотрудники и наборщики газет «Каспий» и «Тезе Хаят». Тело покойного вынесла на руках мусульманская интеллигенция города. Катафалк, с телом Гасан-бека был убран парчой и покрывалом. Сверх покрывала были свешаны траурные шали. Среди лент была красная лента от наборщиков и рабочих типографии газеты «Каспий» с надписью «Тело умерло, мысль осталась». Впереди гроба учащиеся мусульманской городской гимназии несли большой портрет Гасан-бека, нарисованный самими учащимимися. Другие несли в золоченой рамке первый номер газеты «Экинчи». От имени учителей-мусульман несли альбом в серебряном переплете, на обложке которого был вставлен портрет Гасан-бека в золотой оправе. От Мусульманского драматического общества представили серебряную лиру. Среди толпы распространилась отпечатанная на особых листках биография Гасан-бека. Траурная церемония двинулась по Базарной улице (ныне улица Гуси Гаджиева) к мечети Касум-бека.

Памятник Гасан-беку Зардаби в Баку. Скульптор — Эльмира Гусейнова, 1983

После традиционной заупокойной молитвы во дворе мечети выступили редактор газеты «Иршад» Ахмед-бек Агаев, доктор Карабек Карабеков, Раевский, представитель от учителей, гласный Мирза Мухаммед Гасан Эфендиев, председатель просветительского общества Ибрагимбек Меликов, ахунд Молла Ага, редактор газеты «Фиюзат» Али-бек Гусейнзаде, редактор газеты «Иршад» Маммед Эмин Расулзаде, от имени грузинской общественности М. А. Насидзе. Траурная процессия снова двинулась сначала по Базарной улице, далее по Николаевской улице (сегодня улица Истиглалиййет, ранее Коммунистическая улица) к редакциям газет «Каспий» и «Тезе хаят». По мере движения траурной церемонии число пришедших на похороны росло. Площадь перед редакцией этих газет была запружена людьми. В толпе были видны портреты Гасан-бека, окаймлённые чёрной траурной лентой. Здесь выступили сотрудник газеты «Каспий» А. Ю. Олендский, редактор газеты «Тезе Хаят» Гашимбек Везиров. Далее процессия двинулась по Николаевской улице к зданию Городской Думы, с балкона которой выступили гласный Исабек Ашурбеков, корреспондент газеты «Иршад» Мухаммед Садик Ахундов, редактор газеты «Бакинец» Джиноридзе (на грузинском языке), представитель Дагестана, ученик реального училища Мир Гасан Везиров. Последним выступил сотрудник газеты «Каспий» Г. С. Джиноридзе.
Далее процессия двинулась по Садовой (в советское время — улица Чкалова, ныне — Ниязи) к бульвару. Здесь траурная церемония остановилась в последний раз, чтобы направиться к Биби-Эйбатскому кладбищу, расположенному около Биби-Эйбатской мечети, где состоялось захоронение. Как писала газета «Тезе Хаят» Гасан-бека Зардаби хоронили «с невиданными до сих пор в Баку церемониями». Через год губернский казий Ага Мир Мамед Керим Гаджи Мир Джафар-заде по окончании заупокойной молитвы сравнил Гасан-бека с великими учёными мусульманского мира Шейхом Фараби, Авиценной и другими.
Биби-Эйбатская мечеть была разрушена в 1936 году. Останки Зардаби несколько лет хранились в семье. В 1957 году Гасан-бек Зардаби нашёл вечный приют на Аллее почётного захоронения.

## Память
- Именем Зардаби назван Музей естественной истории в Баку.
- Посёлок Зардаби Губинского района Азербайджана носит его имя.
- Названа в его честь улица в городе Баку